# 桑奇威島短吻獅子魚
桑奇威島短吻獅子魚，為輻鰭魚綱鮋形目杜父魚亞目獅子魚科的其中一種，分布於南冰洋的南三明治海槽，棲息深度5435-5459公尺，為深海底棲性魚類，屬肉食性，生活習性不明。

## 擴展閱讀
維基物種上的相關：桑奇威島短吻獅子魚